# Active Server Pages
Active Server Pages (viết tắt là ASP, hay là Classic ASP hoặc ASP Classic) là kịch bản kích hoạt phía server đầu tiên của Microsoft cho trang web động. ASP.NET, ra mắt lần đầu vào tháng 01 năm 2002, đã thay thế cho ASP.

## Lịch sử
ASP được phát hành với dạng tích hợp vào server IIS thông qua Windows NT 4.0#Option Pack (ca. 1996), nó bao gồm một thành phần miễn phí của Windows Server (từ lúc phát hành lần đầu của Windows 2000). Có 3 phiên bản ASP, mỗi phiên bản được giới thiệu trên mỗi phiên bản IIS khác nhau:
- ASP 1.0 được phát hành vào tháng 12 năm 1996 là một phần của IIS 3.0
- ASP 2.0 được phát hành vào tháng 09 năm 1997 là một phần của 4.0
- ASP 3.0 được phát hành vào tháng 11 năm 2000 là một phần của 5.0